# 哈尔基夫市镇
哈爾基夫市級市鎮（羅馬化：Kharkivska miska hromada）是乌克兰哈爾基夫州哈爾基夫區的一個市鎮，行政中心為哈爾基夫。該市镇面积为370平方公里，2020年人口数量为1,443,207人。

## 居民點
該市鎮只包括哈爾基夫市內的範圍，並不包含任何其他的居民点。